# Bačko Dobro Polje
Bačko Dobro Polje (en serbe cyrillique : Бачко Добро Поље) est une localité de Serbie située dans la province autonome de Voïvodine. Elle fait partie de la municipalité de Vrbas dans le district de Bačka méridionale. Au recensement de 2011, elle comptait 3 538 habitants.
Bačko Dobro Polje est officiellement classé parmi les villages de Serbie. 

## Nom
En raison des changements historiques, le village de Bačko Dobro Polje a changé plusieurs fois de nom. De sa fondation jusqu'en 1918, il a porté le nom hongrois de Kiskér, souvent appelé Kleinker par ses habitants allemands. De 1918 à 1922, il s'est appelé Maliker, puis de 1922 à 1928, Pribicevicevo, en l'honneur du ministre serbe Svetozar Pribićević. Depuis 1928, il est appelé Bačko Dobro Polje, le « bon champ de la Bačka », sauf pendant l'occupation hongrois, entre 1941 et 1944, où il a momentanément repris le nom de Kiskér.

## Histoire
Bačko Dobro Polje, alors situé en Hongrie, a été fondé en 1786 par des colons venus de pays de Bade, de Franconie, d'Alsace, de Hesse et du Palatinat,. Joseph II d'Autriche permit par la suite à 230 familles protestantes de s'installer dans la localité. Bačko Dobro Polje devint un village-rue typique de la Bačka, avec des artères plus petites donnant dans la rue principale. 
En 1910, le village comptait 3 550, dont 3 435 Allemands. En 1918, après la dislocation de l'Autriche-Hongrie, la localité fit partie de la Voïvodine, une province du royaume de Serbie, puis du royaume des Serbes, Croates et Slovènes qui, en 1929, devint le royaume de Yougoslavie. Pendant la Seconde Guerre mondiale, Bačko Dobro Polje, comme le reste de la Bačka, fut occupé par la Hongrie. En 1945, après la libération de la Voïvodine, une grande partie de la population germanique fut expulsée ou internée dans des camps de prisonniers par les Partisans de Tito.
À la fin des années 1940 et au début des années 1950, le village fut repeuplé par des Monténégrins et, dans une moindre mesure, par des colons bosniaques ou macédoniens. En 1971, les Monténégrins constituaient ainsi plus de 55 % de la population.

## Démographie

### Évolution historique de la population
| 1948  | 1953  | 1961  | 1971  | 1981  | 1991  | 2002  | 2011  |
| ----- | ----- | ----- | ----- | ----- | ----- | ----- | ----- |
| 3 759 | 3 763 | 3 922 | 3 622 | 3 768 | 3 940 | 3 929 | 3 538 |

|  |

## Économie
L'économie de Bačko Dobro Polje est dominée par la monoculture du maïs.

## Transports
Bačko Dobro Polje est situé sur la voie de chemin de fer Novi Sad-Subotica. Le village est également situé à proximité de la route européenne 75.